# Trypocopris
Trypocopris – rodzaj chrząszczy żukokształtnych z rodziny gnojarzowatych (Geotrupidae) i podrodziny Geotrupinae.

## Taksonomia
Takson opisany został w 1859 roku przez Wiktora Moczulskiego. Dawniej traktowany jako podrodzaj rodzaju Geotrupes. Obecnie jako samodzielny rodzaj.

## Opis
Żuki te posiadają kulistą buławkę czułków, gładkie, pozbawione guzków lub wyrostków przedplecze oraz wydatne guzy barkowe. Po zewnętrznej stronie goleni tylnych odnóży posiadają dwie poprzeczne listwy, licząc razem z wierzchołkową, czy różnią się od rodzaju Geotrupes. Ubarwione są fioletowo, niebiesko lub zielono. Podstawa przedplecza jest u tego rodzaju wyraźnie obrzeżona jedynie w części środkowej. Rzędy na pokrywach są bardzo słabo zarysowane, a niekiedy zanikają, czym różni się od rodzaju Anoplotrupes.

## Systematyka
Do rodzaju tego należy 7 gatunków:
- Trypocopris alpinus (Sturm & Hagenbach, 1825)
- Trypocopris amedei (Fairmaire, 1861)
- Trypocopris fulgidus (Motschulsky, 1845)
- Trypocopris inermis (Ménétriés, 1832)
- Trypocopris pyrenaeus (Charpentier, 1825)
- Trypocopris vernalis (Linnaeus, 1758) – żuk wiosenny
- Trypocopris zaitzevi (Olsoufieff, 1918)